# Kvalspelet till världsmästerskapet i fotboll 1990
Kvalspelet till världsmästerskapet i fotboll 1990 involverade totalt 116 lag som tävlade om 24 platser. Italien fick en plats som värd för mästerskapet och Argentina fick en plats som regerande mästare. Det fanns därmed 22 platser kvar att spela om för de andra lagen.

## Afrikanska VM-kvalet (CAF)
Följande lag gick vidare till VM-slutspelet:
- Egypten
- Kamerun

## Asiatiska VM-kvalet (AFC)
Följande lag gick vidare till VM-slutspelet:
- Sydkorea
- Förenade arabemiraten

## Nord-/centralamerikanska och karibiska VM-kvalet (CONCACAF)
Concacaf-mästerskapet 1989 fungerade även som VM-kval. Följande lag gick vidare till VM-slutspelet:
- Costa Rica
- USA

## Europeiska VM-kvalet (Uefa)
Följande lag gick vidare till VM-slutspelet:
- Rumänien
- Sverige
- England
- Sovjetunionen
- Österrike
- Nederländerna
- Västtyskland
- Jugoslavien
- Skottland
- Spanien
- Irland
- Belgien
- Tjeckoslovakien

## Oceaniska VM-kvalet (OFC)
Israel vann det oceaniska kvalet och gick vidare till kval mot den sämsta av de tre gruppvinnarna i den sydamerikanska gruppen, Colombia. Kvalet vanns av Colombia som därmed kvalificerade sig för VM-slutspelet.

## Sydamerikanska VM-kvalet (CONMEBOL)
Följande lag gick vidare till VM-slutspelet:
- Uruguay
- Colombia
- Brasilien

Colombia gick vidare till kval mot segraren i det oceaniska kvalet, Israel, ett kval som vanns av Colombia som därmed kvalificerade sig för VM-slutspelet.